# 呉元炳
呉 元炳（ご げんへい、Wú Yuánbǐng、? - 1886年）は、清末の官僚。字は子建。河南省固始県出身。
1860年、進士となり、庶吉士に選ばれた。団練大臣毛昶熙に従って故郷で団練を組織し、固始から捻軍を撃退した。引き続き河南省で道員張曜とともに捻軍のと戦いに従事し、汝南・固始一帯を平定した。1867年に原官に復帰し、1870年に侍講学士となった。1871年に湖南布政使代理となり、1873年に湖北巡撫に抜擢された。その後、安徽巡撫、江蘇巡撫を歴任した。江蘇巡撫として流民対策に成果をあげ、三度総督の代理を務めた。1884年、山東省の河川工事と海防の視察を命じられ、漕運総督に就任した。1885年、安徽巡撫に転任したが、翌年、在任中に死去した。